# Zelotes brennanorum
Zelotes brennanorum är en spindelart som beskrevs av FitzPatrick 2007. Zelotes brennanorum ingår i släktet Zelotes och familjen plattbuksspindlar. Inga underarter finns listade i Catalogue of Life.